# Checkin' Out the Ghosts
Checkin' Out the Ghosts è il dodicesimo album discografico in studio della cantante Kim Carnes, pubblicato nel 1991.

## Tracce
1. Tears Edge (Kim Carnes, Donna Weiss) – 4:40
2. River of Memories (Carnes, Collin Ellingson, Weiss) – 5:06
3. Gypsy Honeymoon (Carnes, Ellingson) – 4:15
4. Hangin' On by a Thread (Carnes) – 3:11
5. Look Through Children's Eyes (Carnes, Weiss) – 4:34
6. Nothin' Better Than Love (Joey Carbone, Dennis Belfield, Weiss) – 4:02
7. Independent Girl (lyrics: Michelle Hart; music: Carbone, Belfield) – 3:26
8. Checkin' Out the Ghost (Carnes) – 3:42
9. You Are Everything (Thom Bell, Linda Creed) – 3:28
10. Get Busy (Carnes, Carbone, Belfield) – 3:26